# IT-Politisk Forening
IT-Politisk Forening er en dansk forening, som arbejder for at indsamle viden om it og formidle den til politikere og samfundet med det erklærede formål at give det bedst mulige grundlag for lovgivning. Foreningen er uafhængige af partipolitik og taler løbende med politikere fra samtlige partier. Medlemskab af foreningen er åbent for alle interesserede.

## Historie
IT-Politisk Forening blev dannet 30. december 2002. En af de første sager foreningen beskæftigede sig med var softwarepatenter.

## Formål
Citat fra IT-Politisk Foreningens formålsparagraf: Foreningens formål er at sikre og styrke fri adgang til og bearbejdning af information.
Foreningen har følgende interesseområder:
- Softwarepatenter. IT-Politisk forening kæmper mod indførelsen af patenter på software.
- Censur, censurfilteret
- Overvågning
- Åbne Standarder
- Digital Rights Management
- Spam
- Det offentliges IT-politik
- Licenser (kontrakter)

## Sager
IT-Politisk Forening blev skarpt kritiseret af justitsminister Lene Espersen (K) i begyndelsen af 2007, efter at de i samarbejde med fagforeningen PROSA, der organiserer it-ansatte, udsendte 12.000 cd-rom'er til PROSAs medlemmer. Cd-rom'en, der blev benævnt Polippix, gjorde det muligt for brugeren at surfe anonymt på internet og på andre måder beskytte sit privatliv. Aktionen havde til hensigt at sætte fokus på, at et flertal i Folketinget har vedtaget love, der tillader intensiv registrering af almindelige borgeres internetbrug, hvilket af mange er blevet set som en krænkelse af essentielle frihedsrettigheder. Lene Espersen (K) udtalte til TV 2 at cd-rom'en "Polippix" var en hjælp til kriminelle såsom pædofile og mordere.
IT-Politisk Forening er stærkt kritisk overfor NemID løsningens anvendelse af en signeret Java applet, idet denne siges at give adgang til private filer på brugerens harddisk. Dette er også et problem for mange eksisterende netbank-løsninger.